# Diocese de Yokohama
A Diocese de Yokohama (em latim: Dioecesis Yokohamaensis, em japonês: カトリック横浜司教区, Katorikku Yokohama Shikyōku) é uma diocese da Igreja Católica situada em Yokohama, Japão. Sua sé é a Catedral do Sagrado Coração, em Naka-ku. Abrange as prefeituras de Kanagawa, Shizuoka, Nagano e Yamanashi, sendo uma diocese sufragânea da Arquidiocese de Tóquio.

## História
A história católica em Yokohama está ligada à evangelização do Japão, iniciada por São Francisco Xavier em 1549. Após períodos de perseguição e isolamento, missionários retornaram no século XIX. Em 1 de maio de 1846, o Papa Gregório XVI criou o Vicariato Apostólico do Japão, com sede inicial em Yokohama. Em 22 de maio de 1876, o Papa Pio IX dividiu o vicariato em dois: Norte (com sede em Yokohama) e Sul (Nagasaki).
Em 17 de abril de 1891, o Vicariato do Norte foi dividido, criando a Arquidiocese de Tóquio e a Diocese de Hakodate (atual Diocese de Sendai). Em 9 de novembro de 1937, a Diocese de Yokohama foi erigida a partir de territórios da Arquidiocese de Tóquio, abrangendo inicialmente oito prefeituras: Kanagawa, Ibaraki, Tochigi, Gunma, Saitama, Yamanashi, Nagano e Shizuoka. Em 4 de janeiro de 1939, as prefeituras de Saitama, Ibaraki, Tochigi e Gunma foram transferidas para a Prefeitura Apostólica de Urawa (atual Diocese de Saitama), fixando o território atual da diocese.

## Episcopados
| #      | Nome                                 | Período    | Notas                          |
| Bispos | Bispos                               | Bispos     | Bispos                         |
| ------ | ------------------------------------ | ---------- | ------------------------------ |
| 8º     | Rafael Masahiro Umemura              | 1999–atual | Nomeado em 16 de março de 1999 |
| 7º     | Stephen Fumio Cardeal Hamao          | 1979–1998  | Elevado a cardeal em 2003      |
| 6º     | Luke Katsusaburo Arai                | 1951–1979  |                                |
| 5º     | Thomas Asagoro Wakida                | 1947–1951  |                                |
| 4º     | Peter Tatsuo Cardeal Doi             | 1945–1947  | Administrador Apostólico       |
| 3º     | Laurence Toda Tanito                 | 1944–1945  | Administrador Apostólico       |
| 2º     | Joachim Ideguchi                     | 1941–1943  | Administrador Apostólico       |
| 1º     | Jean-Baptiste-Alexis Chambon, M.E.P. | 1937–1940  | Primeiro bispo                 |

## Situação Atual
Dados de 31 de dezembro de 2015:
- População católica: 55.723 (0,4% da população)
- Total de fiéis: Aproximadamente 55.723
- Paróquias: 93
- Clérigos: 46 sacerdotes diocesanos e 54 religiosos

A diocese organiza suas paróquias em unidades pastorais para promover a cooperação missionária, semelhante à estrutura da Arquidiocese de Tóquio.

## Paróquias
As paróquias estão organizadas em unidades pastorais, incluindo igrejas em Kanagawa, Shizuoka, Nagano e Yamanashi. Algumas paróquias notáveis:
- Yokohama Central
  - Catedral do Sagrado Coração (Yamateshima)
  - Igreja de Motomachi
  - Igreja de Kannai
- Kawasaki
  - Igreja de Kawasaki
  - Igreja de Nakahara
- Shizuoka Central
  - Igreja de Shizuoka
  - Igreja de Shimizu
- Nagano
  - Igreja de Matsumoto
  - Igreja de Nagano
- Yamanashi
  - Igreja de Kofu
  - Igreja de Fujiyoshida

## Acesso
- JR, estação Ishikawacho: 10 minutos a pé